# 155

## Narození
- ? – Cchao Cchao, vojenský vůdce a ministr dynastie Chan († 15. března 220)

## Úmrtí
- 23. únor – Polykarp ze Smyrny (nebo 22. únor 156)

## Hlavy států
- Papež – Pius I.? (140/142–154/155) » Anicetus (154/155–166/167)
- Římská říše – Antoninus Pius (138–161)
- Parthská říše – Vologaisés IV. (147/148–191/192)
- Kušánská říše – Huviška (151–190)
- Čína, dynastie Chan (206 př. n. l. – 220 n. l.)